# Баскервиль, Чарльз
Чарльз Баскервиль (англ. Charles Baskerville; 18 июля 1870, Дирбрук, округ Ноксуби, Миссисипи — 28 января 1922, Нью-Йорк) — американский химик, профессор университета Северной Каролины в Чапел-Хилле и Сити-колледжа, где создал передовую химическую лабораторию. Баскервиль известен как открыватель двух химических элементов — каролиния и берцелия, впоследствии отождествлённых с торием.

## Биография
Чарльз Баскервиль родился в Дирбруке, штат Миссисипи, в 1870 году. Его отцом был также Чарльз Баскервиль — бывший капитан-конфедерат и врач, матерью — Огаста Джонсон. Отец будущего учёного, боровшийся с эпидемиями жёлтой лихорадки в Мемфисе в 1876 и 1879 годах, скончался от пневмонии, которой заболел во время второй эпидемии. После этого мальчик рос в Колумбусе (Миссисипи) в семье деда и бабки со стороны матери и подрабатывал подмастерьем печатника.
Окончив школу в Колумбусе, Чарльз поступил в Миссисипский университет. Отучившись там два года, в 1890 и 1891 годах он брал специальные курсы в Виргинском университете и Университете Вандербильта и, наконец, в 1892 году получил степень бакалавра наук в Университете Северной Каролины в Чапел-Хилле. После летнего семестра, проведённого в 1893 году в Берлинском университете, он вернулся в Чапел-Хилл и уже в следующем году завершил под руководством Фрэнсиса Престона Венейбла докторскую диссертацию на тему «Сравнение методов оценки и выделения циркония».
На протяжении следующего десятилетия Баскервиль продолжал работу в Университете Северной Каролины, за это время продвинувшись по служебной лестнице от лаборанта до адъюнкт-профессора, а в 1900 году, когда его бывший научный руководитель Венейбл стал ректором университета, получил профессорское звание и возглавил химический факультет и химическую лабораторию университета. Все эти должности он занимал до 1904 года. В 1895 году он женился на Мери Бойкин-Шо; на следующий год у них родился сын, Чарльз-младший, в будущем популярный нью-йоркский художник-портретист и монументалист. Вторым ребёнком Чарльза и Мери Баскервиль стала дочь Элизабет.

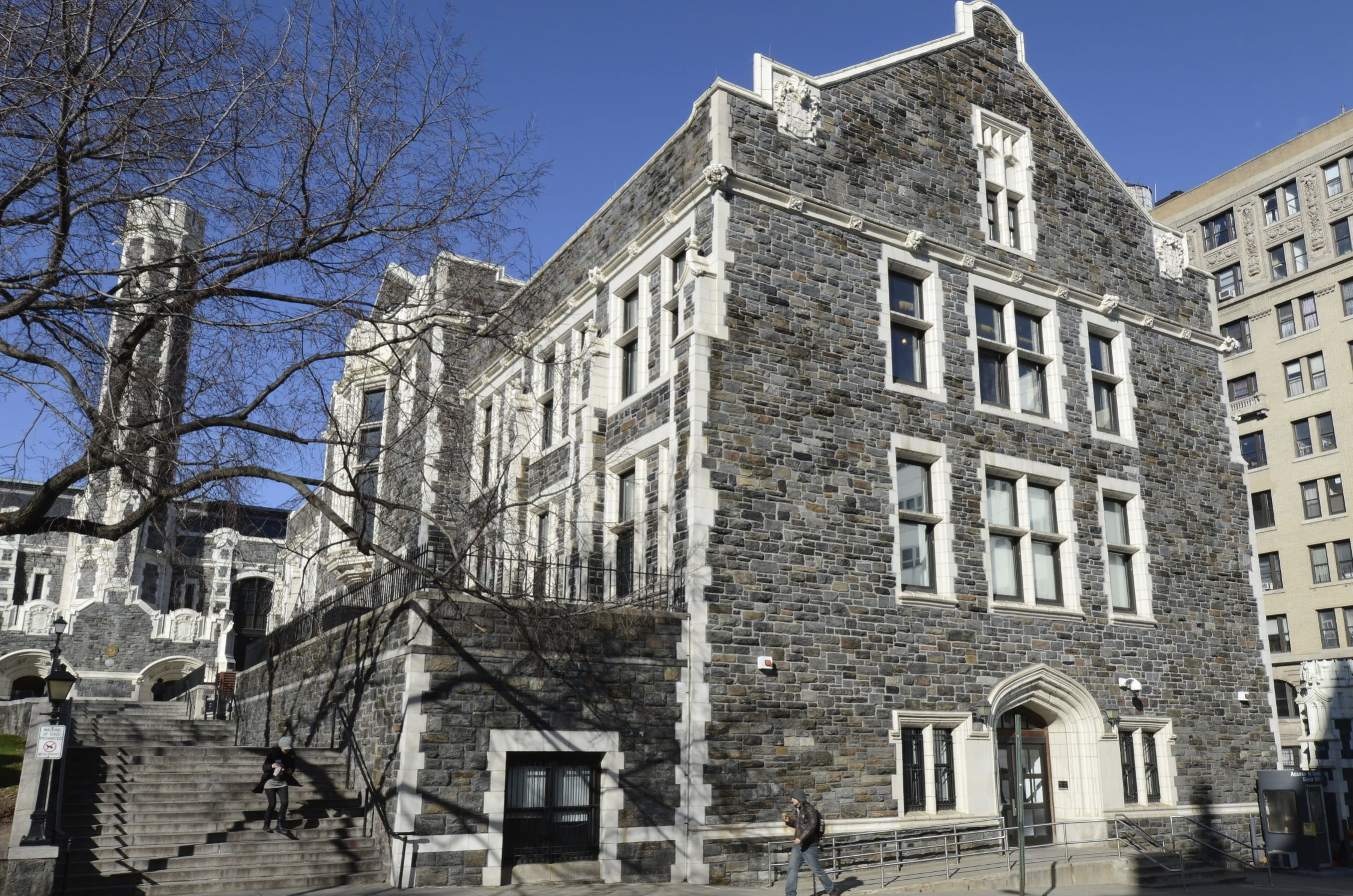
Баскервилль-холл в Сити-Колледже (Нью-Йорк)

В 1904 году Баскервиль сменил место работы, перейдя в нью-йоркский Сити-колледж. Там он также занял профессорскую должность и возглавил химическую лабораторию. На новом месте он полностью реорганизовал факультет химии и модернизировал лабораторию, превратив её в самую передовую университетскую лабораторию своего времени в США. В годы работы в Нью-Йорке он служил консультантом мэрии, администрации штата и федерального правительства по таким вопросам, как регуляция производства древесного спирта и вентиляция школ и фабрик.
С 1894 года Баскервиль состоял в Американской ассоциации содействия развитию науки, где с 1898 года был секретарём, а с 1903 года — вице-председателем химического отдела. Он также был членом Американского института инженеров-химиков, Американского электрохимического общества, Института Франклина, Вашингтонской и Нью-Йоркской академий наук.
Профессор Чарльз Баскервиль умер в Нью-Йорке в январе 1922 года — как и его отец, от пневмонии. Он похоронен в Роли (Северная Каролина). Жена пережила его на треть столетия, скончавшись только в 1957 году. Имя Чарльза Баскервиля носит бывшее здание химического факультета Сити-колледжа, где в настоящее время располагается Высшая школа математики, науки и инженерного дела.

## Научная работа
За свою научную карьеру Чарльз Баскервиль опубликовал шесть монографий и более 200 научных работ. Им был подготовлен ряд учебников химии, вышедших в период с 1899 по 1910 годы в Ричмонде, Бостоне и Нью-Йорке. Он также был автором многочисленных статей на общенаучную тематику в таких изданиях, как Science и Review of Reviews.
В годы работы в Университете Северной Каролины в центре исследований Баскервиля были редкоземельные элементы и редкие металлы торий, титан и цирконий. В рамках этих исследований он опубликовал в 1903 году информацию об открытии двух новых элементов — каролиния и берцелия, отличных по своим характеристикам от тория. Хотя в дальнейшем существование этих элементов не было подтверждено, сообщение об их открытии привело к повышенному вниманию к его автору (в New York Times названному первым американцем, открывшим химический элемент) и предложению работы в Сити-колледже (Нью-Йорк), куда Баскервиль перешёл уже в 1904 году.
Во время работы в Сити-колледже Баскервиль уделял больше внимания прикладной химии. К этому периоду относятся его исследования в области хирургических анестетиков, очистки растительного масла, производства сланцевого масла и вторичной переработки бумаги. Как глава комитета по профессиональным заболеваниям Американского химического общества, он был одним из первых учёных, серьёзно занимавшихся изучением болезней, связанных с условиями труда.